# Krajowe Stowarzyszenie Sołtysów
Krajowe Stowarzyszenie Sołtysów – dobrowolna federacja stowarzyszeń sołtysów, organizacja pożytku publicznego, zarejestrowana w krajowym rejestrze sądowym pod numerem 00000 39 470. 
Stowarzyszenie zrzesza 29 stowarzyszeń, liczących łącznie ponad 15 000 członków. Członkami lokalnych stowarzyszeń są sołtysi oraz członkowie rad sołeckich. KSS jest pierwszym w 800-letniej historii sołtysów stowarzyszeniem o zasięgu ogólnopolskim. Stowarzyszenie jako organizacja reprezentująca sołtysów i środowiska wiejskie działa na rzecz rozwoju obszarów wiejskich, budowy społeczeństwa obywatelskiego oraz samorządności. Organizuje konferencje, seminaria, szkolenia dla sołtysów i lokalnych liderów, a także wydawnictwa, wystawy i projekty informacyjne.

## Historia
Sołtysi są jedyną z najstarszych, jeśli w ogóle nie najstarszą instytucją państwa polskiego od XIII po XXI w. Przetrwali Piastów, Jagiellonów, państwo Krzyżackie, Andegawenów, Wazów, Królów elekcyjnych, państwo rozbiorowe i PRL. Dziś ich podstawą prawną jest ustawa samorządowa z 8 marca 1990 r. Sołtysów w Polsce jest ponad 40 000

Po raz pierwszy sołtysi zaczęli spotykać się i organizować z inicjatywy senatora Ireneusza Niewiarowskiego w 1990 roku w Koninie. W efekcie czego przy senatorze powstał Konwent Sołtysów. W 1991 roku doszło do powstania Stowarzyszenia Społeczno-Kulturalnego Sołtysów Województwa Konińskiego. 23 marca 1992 roku odbyło się pierwsze walne zebranie członków stowarzyszenia. Masowe dotarcie do sołtysów poprzez pierwsze egzemplarze Gazety Sołeckiej i Poradnika Sołtysa spowodowało powstawanie w kraju kolejnych lokalnych stowarzyszeń. Pierwsze z nich to: nowosądeckie, sieradzkie, rzeszowskie, legnickie, a także gmin Aleksandrów Kujawski i Bochnia. W 1994 roku w Licheniu w trakcie Pielgrzymki Sołtysów i Środowisk Wiejskich doszło do powołania Komitetu Założycielskiego Krajowego Stowarzyszenia Sołtysów. Rok później odbyło się pierwsze walne zebranie KSS.  

## Misja
Misją stowarzyszenia jest wspieranie rozwoju obszarów wiejskich poprzez ugruntowanie demokracji, samorządności i aktywności obywateli, budowa społeczeństwa obywatelskiego, tworzenie mechanizmów lokalnej demokracji, szerzenie wiedzy i umiejętności dotyczących spraw publicznych, ułatwianie współpracy środowisk lokalnych, wsparcie dla organizacji pozarządowych, pomoc mieszkańcom wsi w procesach integracji z Unią Europejską.

## Cele
- Prawo – tworzenie podstaw prawnych służby publicznej sołtysów, zgłaszanie inicjatyw ustawodawczych, zachęcanie do tworzenia zapisów w uchwałach rad gminnych o obowiązkach, prawach i przywilejach sołtysów, popularyzacja dobrych przykładów uregulowań prawnych i opartej na nich tradycji z kraju i z zagranicy.
- Jakość – rozwijanie działalności merytorycznej, stałe szerzenie wiedzy dotyczącej profilu działalności stowarzyszenia, rozwijanie umiejętności lokalnych działaczy publicznych, pozyskiwanie informacji o Unii Europejskiej i ich popularyzacja wśród członków stowarzyszeń sołtysów.
- Partnerstwo dla rozwoju wsi – ugruntowanie pozycji KSS jako ważnego partnera rozwoju obszarów wiejskich, przekształcanie istniejących dobrych kontaktów we wspólne przedsięwzięcia, nawiązywanie nowych kontaktów w kraju i zagranicą, popularyzacja informacji dotyczącej zasad rozwoju obszarów wiejskich, ułatwianie współpracy środowisk pozarządowych i samorządów w zakresie wspierania obszarów wiejskich, prowadzenie działalności szkoleniowej i doradczej w zakresie rozwoju wsi.

## Zarząd Główny[3]
- Ireneusz Niewiarowski – prezes (Wielkopolskie Stowarzyszenie Sołtysów)
- Kazimierz Łebek – wiceprezes (Stowarzyszenie Sołtysów Ziemi Kieleckiej)
- Grażyna Jałgos-Dębska – wiceprezes (Stowarzyszenie Sołtysi Mazowsza)
- Grzegorz Przybyło – wiceprezes (Małopolskie Stowarzyszenie Sołtysów)
- Michał Nowak – sekretarz (Stowarzyszenie Sołtysów Pomorza)
- Sławomir Królak – skarbnik (Wielkopolskie Stowarzyszenie Sołtysów)
- Alfred Frydrychowicz – członek (Stowarzyszenie Sołtysów Województwa Kujawsko-Pomorskiego)
- Bogdan Czaplicki – członek (Stowarzyszenie Sołtysów Ziemi Wolińskiej)
- Kazimierz Mikołajczyk – członek (Stowarzyszenie Sołtysów Województwa Podkarpackiego)

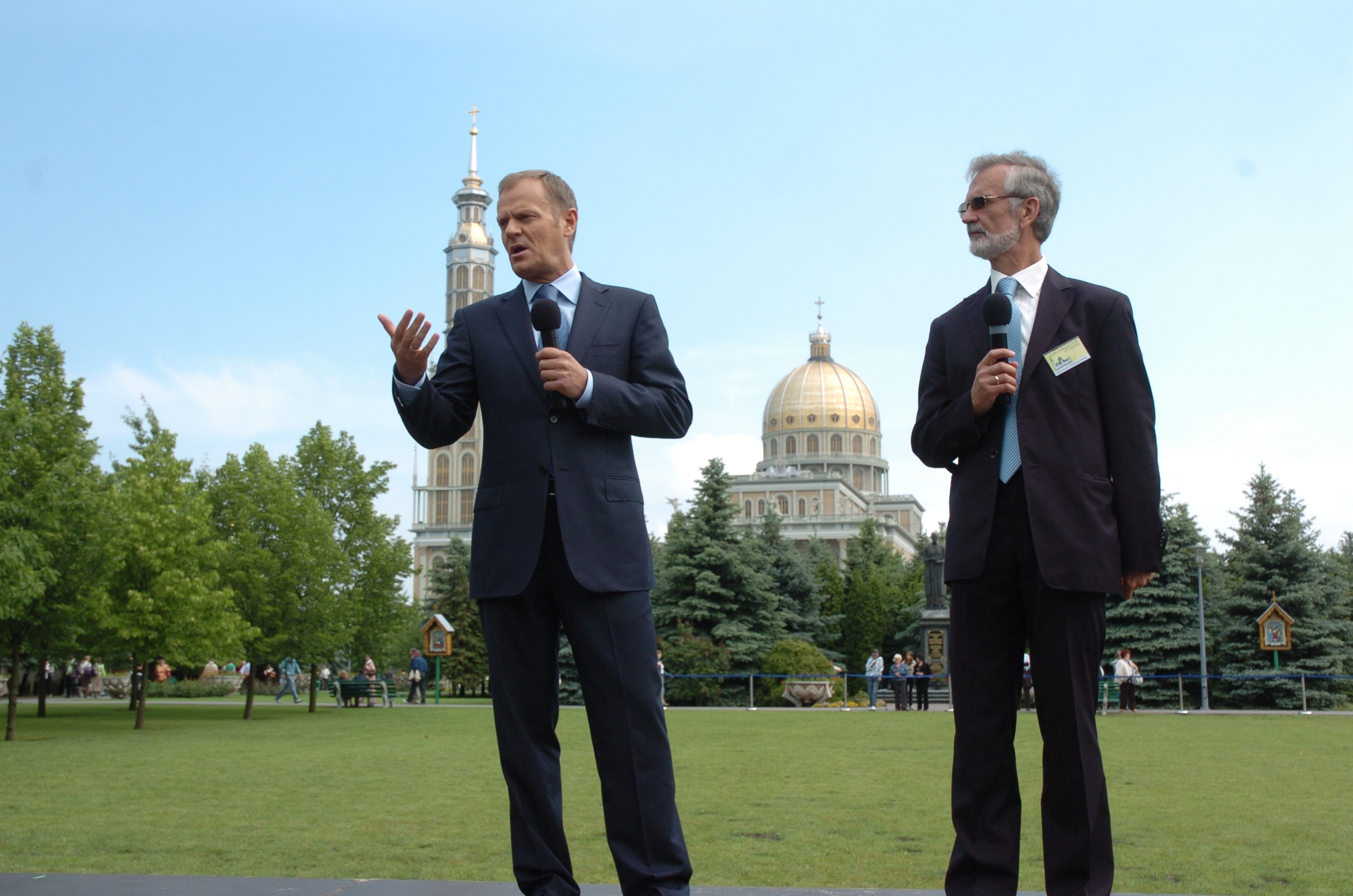
Premier Donald Tusk podczas spotkania z sołtysami na Ogólnopolskiej Pielgrzymce Sołtysów i Środowisk Wiejskich w Licheniu

## Działania i programy
Najważniejsze działania KSS i lokalnych stowarzyszeń: 
- inicjatywy legislacyjne, w tym działania wokół ustawy o Funduszu Sołeckim;
- propagowanie Metody Odnowy Wsi;
- organizacja corocznej Krajowej Pielgrzymki Sołtysów i Środowisk Wiejskich w Licheniu, a także wielu regionalnych pielgrzymek w kraju jak np. pielgrzymka na Górę św. Anny – Stowarzyszenie Sołtysów Województwa Opolskiego;
- powołanie Banku Żywności w Koninie[4];
- współorganizacja Wielkopolskiego Pikniku Sołtysów w Sompolnie;
- organizacja Turnieju Sołtysów w Wąchocku przez Stowarzyszenie Sołtysów Województwa Kieleckiego;
- coroczne spotkania wójtów i burmistrzów organizowane przez Stowarzyszenie Sołtysów Województwa Wielkopolskiego;
- inicjatywy konkursów, m.in. Sołtys Roku Gazety Sołeckiej, Fundusz Sołecki – najlepsza inicjatywa, Najpiękniejsza wieś – Stowarzyszenia Sołtysów Województwa Lubuskiego;
- wydawnictwo Wielkopolskiego Stowarzyszenia Sołtysów (Gazeta Sołecka, Poradnik Radnego i Sołtysa);
- programy i szkolenia (Do integracji jeden krok, Dobre partnerstwo – wspólne sukcesy, Fundusze Europejskie – skorzystajmy z tej szansy);
- konferencje (Wiejskie debaty, Polska Wieś – Europejskie Wyzwania, Samorząd pomocniczy jako czynnik pobudzający społeczeństwo obywatelskie na wsi, Malwa – partnerstwo dla rozwoju wsi);
- programy badawcze (Samorząd pomocniczy na wsi polskiej. Między tradycją a ponowoczesnością, Samorząd pomocniczy jako czynnik pobudzający społeczeństwo obywatelskie na wsi);
- patronat nad Targami Gmina w Poznaniu;
- publikacje m.in. Prawo na co dzień, Integracja – szkice europejskie, Polska wieś – europejskie spotkania, Na wsi – odnowa, Rzeczpospolita sołecka Fundusz Sołecki – jak dobrze wydać nasze pieniądze;
- udział w kampanii akcesyjnej do UE;
- współpraca z Towarzystwem Ubezpieczeń Wzajemnych oraz powołanie Związku Wzajemności Członkowskiej Sołectwo;
- zainicjowanie współpracy ze Związkiem Powiatów Niemieckich, Polonią Brazylijską i Białoruską oraz radami lokalnymi Wielkiej Brytanii;
- wspieranie rozwoju obszarów wiejskich na Ukrainie;

Fundusz Sołecki
Ustawa o funduszu sołeckim została zainicjowana przez senatora Ireneusza Niewiarowskiego. Wniosek został złożony do Ministerstwa Spraw Wewnętrznych i Administracji, a następnie jako projekt rządowy uchwalony przez parlament. Są to pieniądze w budżecie gminy zagwarantowane dla sołectwa na wykonanie przedsięwzięć służących poprawie warunków życia mieszkańców. Ilość pieniędzy dla sołectwa jest uzależniona od zamożności gminy i liczby mieszkańców. W ustawie o funduszu sołeckim zawarto wzór, za pomocą którego oblicza się wysokość środków przypadających na dane sołectwo. Jeżeli rada gminy uzna, że może przeznaczyć dla danego sołectwa więcej pieniędzy, może to zrobić. Wójt (burmistrz, prezydent miasta) corocznie do 31 lipca informuje sołtysów o wysokości środków, które będą do wykorzystania przez dane sołectwo w następnym roku. Do 30 września zebranie wiejskie podejmuje decyzję o przeznaczeniu funduszu.
Odnowa wsi
Promocja programu wprowadzonego do Polski przez Ryszarda Wilczyńskiego. Koncentruje się wokół zagadnień związanych z ekonomicznym bytem wsi, ale również z warunkami materialnymi życia mieszkańców. Jednocześnie w procesie odnowy wsi bardzo mocno akcentuje się jakość życia, wynikającą z pozamaterialnych, duchowych i społecznych potrzeb osób i całej społeczności wiejskiej. Cechą odnowy wsi jako metody rozwoju obszarów wiejskich jest zatem kompleksowość, polegająca na uzgodnieniu i realizowaniu całościowej wizji rozwoju wsi, z myślą o zachowaniu jej tożsamości, przestrzennej integralności oraz zharmonizowaniu podstawowych funkcji: mieszkalnej, gospodarczej (produkcja i usługi) oraz rekreacyjnej i wypoczynkowej

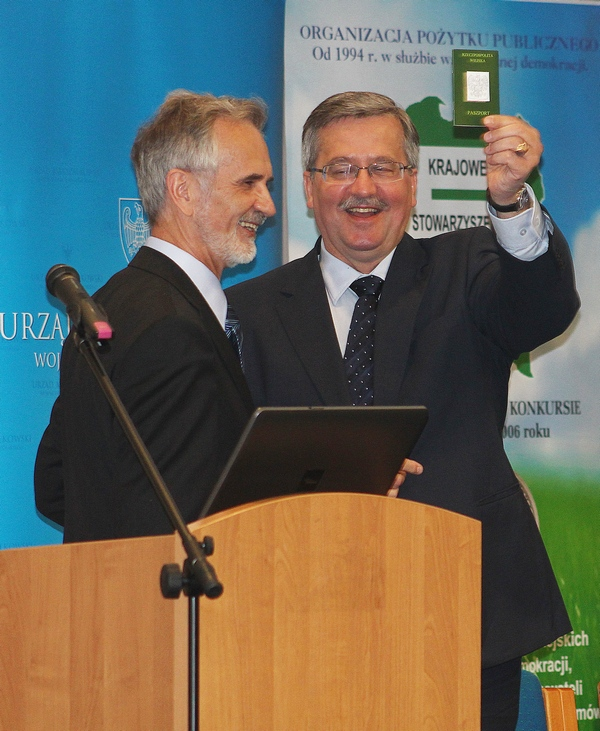
Wręczenie przez prezesa KSS Ireneusza Niewiarowskiego prezydentowi Bronisławowi Komorowskiemu symbolicznego paszportu podczas konferencji „Wiejska Polska” w Licheniu

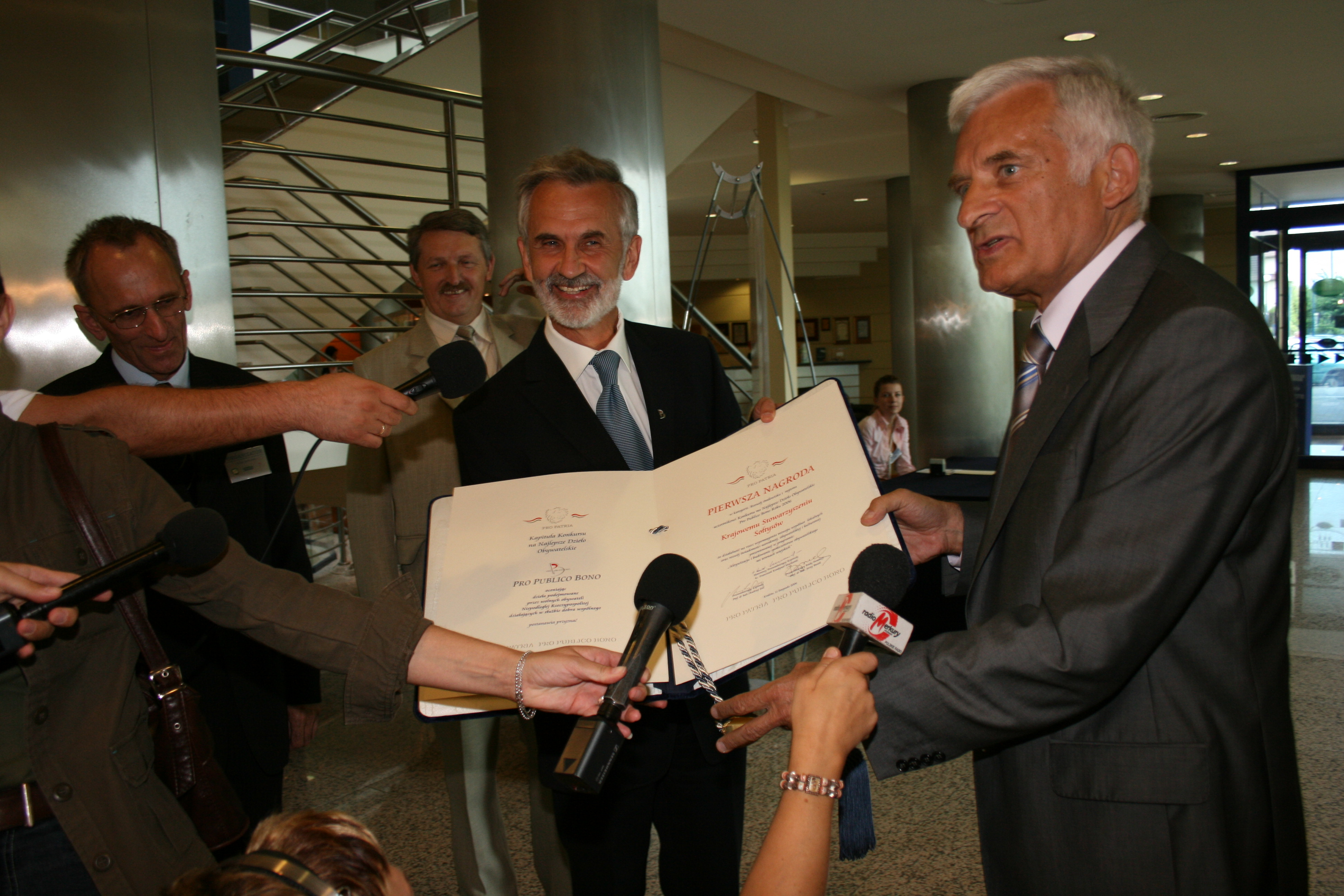
Wręczenie KSS nagrody w konkursie Pro publico bono za swoją działalność

## Wyróżnienia i nagrody
- Wyróżnienie w konkursie ,,Pro Publico Bono" – 2002;
- I nagroda w konkursie ,,Pro Publico Bono" – 2006;
- Laur Gospodarności – Europejski Fundusz Rozwoju Wsi – 2010;
- Pamiątkowy medal z okazji 90-lecia Międzynarodowych Targów Poznańskich;
- Odznaka honorowa ,,Za zasługi dla województwa wielkopolskiego” – marszałek województwa 2012.